# De Vaartkapoen

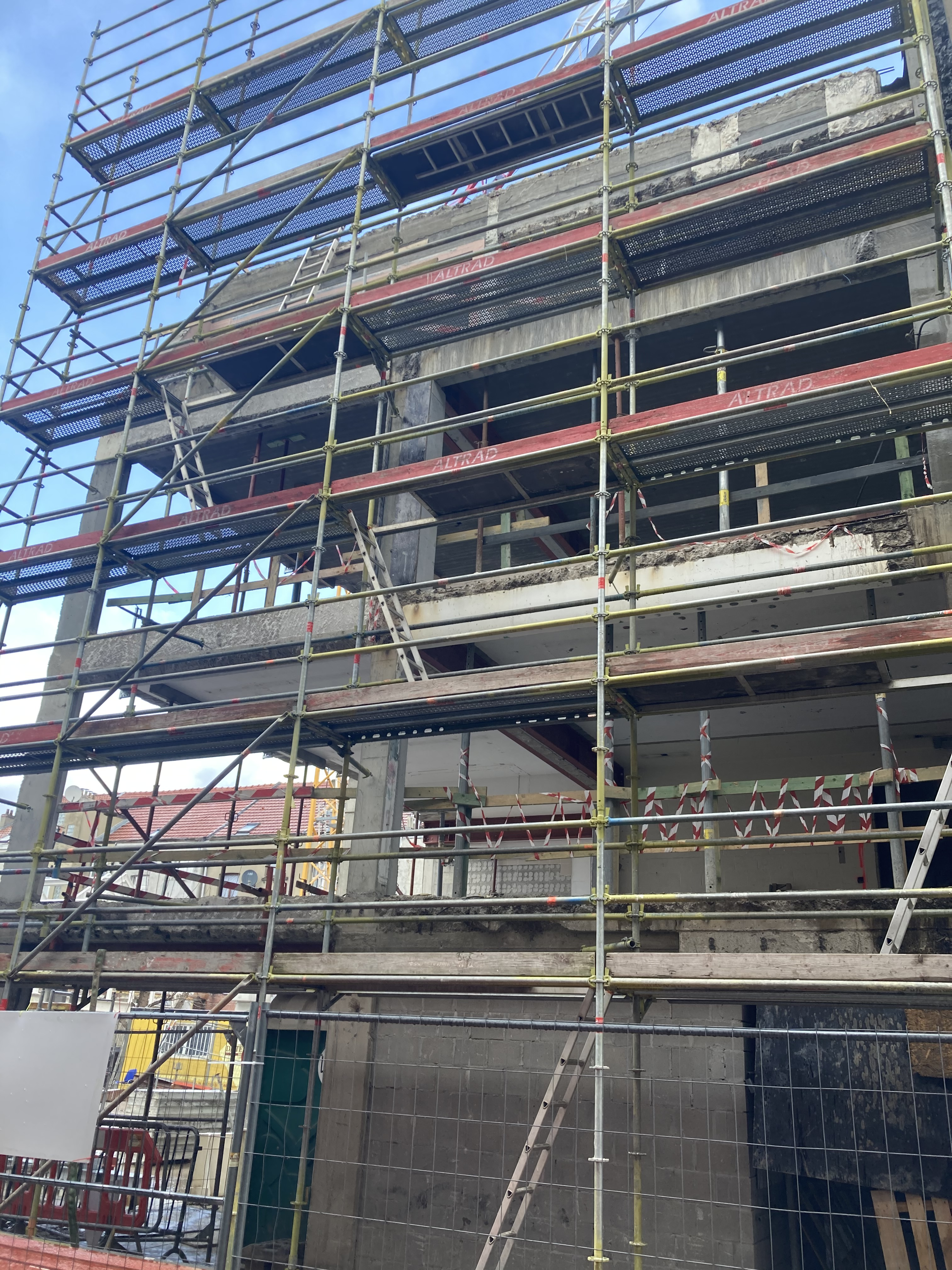
De achterkant van de Vaartkapoen in de Schoolstraat 76 tijdens de renovaties in 2021

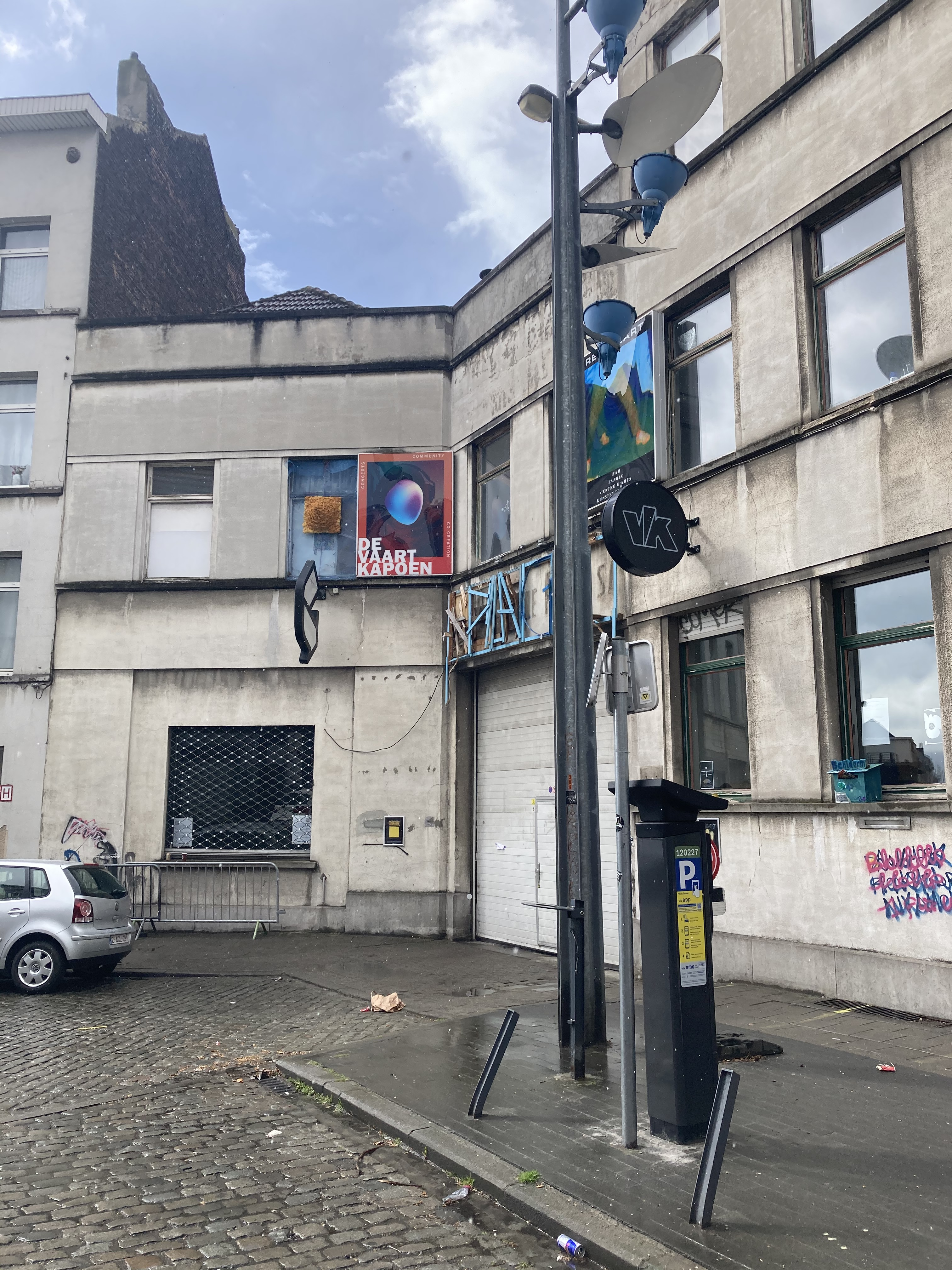
Het tijdelijke gebouw van de Vaartkapoen in de Manchesterstraat 13-15 tijdens de renovaties in de Schoolstraat 76

Gemeenschapscentrum De Vaartkapoen ook kortweg de VK genoemd, is een gemeenschapscentrum in Sint-Jans-Molenbeek. Het is een gemeenschapscentrum van de Vlaamse Gemeenschapscommissie. De Vaartkapoen spitst zich toe op drie pijlers; muziek, maatschappij en Sint-Jans-Molenbeek.

## Naam
Het naam ‘vaartkapoen’ verwijst naar de arbeiders uit de 19de eeuw die instonden voor het laden en lossen van de vrachtschepen langs het kanaal Charleroi-Brussel.
Op het Saincletteplein in Brussel staat een standbeeld van ‘Agent 15’ uit de stripreeks van Hergé, genaamd ‘De guitenstreken van Kwik en Flupke’. Dit standbeeld stelt de agent voor die struikelt doordat een zogenaamde vaartkapoen zijn been vasthoudt. De vaartkapoen komt onder een riooldeksel vandaan.

## Geschiedenis
De Vaartkapoen werd opgericht in 1974 in de Schoolstraat 76 in Sint-Jans-Molenbeek. De zaal was oorspronkelijk bedoeld voor amateurtheater, op het moment dat de middenklasse uit Sint-Jans-Molenbeek wegtrok. De focus werd verlegd naar welzijnsdiensten zoals voedselverdeling en jeugdateliers omdat daar op dat moment een veel groter publiek voor was.
In 1979 werd de concertwerking opgericht naar een idee van Marc Crooman, uitgewerkt met hulp van Fons Noeyens. Het project werd gefinancierd door tal van subsidies. Er werd vooral hiphop-muziek gespeeld. De concertzaal had een alternatief imago.
In 2010 begon de Vaartkapoen met het organiseren van concerten op verplaatsing. Deze concerten vonden onder andere plaats in boten, planetariums en de Hallen van Schaarbeek.
In 2019 werd gestart met een renovatie van het gebouw van de Vaartkapoen in de Schoolstraat. De renovatie hield een vernieuwd gemeenschapscentrum, vernieuwde concertzaal, tuin en polyvalente ruimte in. Het project kostte 5,5 miljoen euro en werd betaald door de Vlaamse Gemeenschapscommissie (VGC) en het Europees Fonds voor Regionale Ontwikkeling (EFRO).

## Muziek
De Vaartkapoen beschikt over een concertzaal, waar optredens plaatsvinden sinds 1979. Er worden ook ‘Music Talks’ georganiseerd waarbij mensen die het hebben gemaakt in de muziekwereld komen spreken. Ook houden ze zich bezig met het ondersteunen van jong Brussels talent door middel van advies op maat.

## Maatschappij
De Vaartkapoen wil taboes doorbreken. Dit doen ze door middel van films, experimenten, theater, burgerinitiatieven en door de dialoog aan te gaan. Aan de hand van projecten willen ze taboes aankaarten en bespreekbaar maken zoals homofilie, alcohol, dieren slachten enzovoort.

## Sint-Jans-Molenbeek
In de Vaartkapoen worden er verscheidene activiteiten georganiseerd, zoals de Zinneke Parade, verschillende workshops en cursussen. Het aanbod van de workshops varieert van tuinieren tot textielateliers en mediterraans koken. De cursussen omvatten onder andere fietslessen en yoga.